# Yonrico Scott

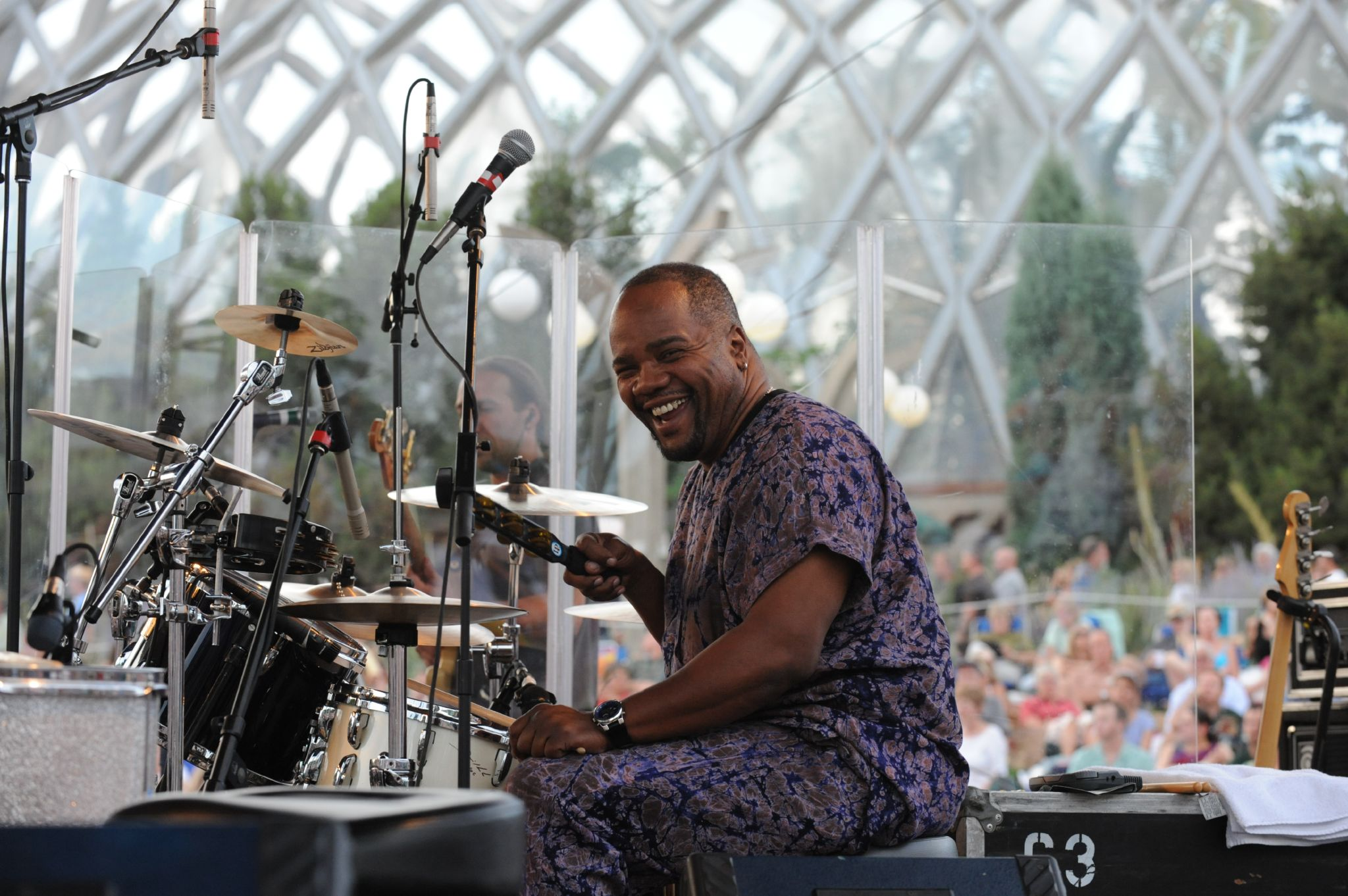
Yonrico Scott tijdens een optreden met de Derek Trucks Band, in 2008

Yonrico Scott (Detroit, 6 oktober 1955 – 20 september 2019) was een Amerikaanse drummer, percussionist en platenproducer. Hij had een eigen band en was al jarenlang lid van The Derek Trucks Band, die een mix van allerlei muziekstijlen speelt.
Scott speelde drums sinds zijn zevende. Hij ontwikkelde een interesse in gospel en later rhythm & blues. Hij had les van Motown-drummer George Hamilton en studeerde in 1978 af aan de University of Kentucky, waar hij percussie studeerde. Hij was sessiemuzikant en speelde onder meer met Stevie Wonder. In 1995 werd hij lid van de bluesrock-groep The Derek Trucks Band, waarmee hij zes studio-albums opnam. Ook verschenen er twee live-platen. Scott heeft voor de groep verschillende composities geschreven. Sinds 2009 is de groep (mogelijk tijdelijk) gestopt. In 2010 nam Scott een Grammy in ontvangst voor het groepsalbum "Already Free" uit 2009 en in 2012 verscheen Scotts eerste solo-album. Hij overleed op 20 september 2019 op 63-jarige leeftijd.

## Discografie
- Be in My World, Blue Canoe Records, 2012

- International Standard Name Identifier: 0000 0004 0674 2873
- MusicBrainz: 98a9cd76-93bd-4643-9713-7423b5925523